# Korsved-familien
Korsved-familien (Rhamnaceae) rummer ca. 50 slægter og 900 arter, der er udbredt over det meste af Jorden. Det er træer, buske eller lianer. Arterne kan kendes på deres takkede, stilkede blade, som ofte har kraftige, paralllelle sidenerver. Frugterne kan være tørre (kapsler) eller saftige (bær). Her omtales kun de slægter, der omfatter arter, som kan have interesse i Danmark.
| Beskrevne slægter |

- Berchemia
- Ceanothus
- Jujube (Ziziphus )
- Korsved (Rhamnus)
- Kristi tornekrone (Paliurus)
- Tørst (Frangula)

| Andre slægter |

| - Adolphia - Alphitonia - Alvimiantha - Ampelozizyphus - Araracuara - Auerodendron - Bathiorhamnus - Berchemiella - Blackallia - Chaydaia - Colletia - Colubrina - Condalia - Crumenaria - Cryptandra - Discaria - Doerpfeldia | - Emmenosperma - Gouania - Granitites - Helinus - Hovenia - Johnstonia - Karwinskia - Kentrothamnus - Krugiodendron - Lasiodiscus - Maesopsis - Nesiota - Noltea - Ochetophila - Papistylus - Phylica - Polianthion | - Pomaderris - Reissekia - Retanilla - Reynosia - Rhamnella - Rhamnidium - Sageretia - Schistocarpaea - Scutia - Serichonus - Siegfriedia - Smythea - Spyridium - Stenanthemum - Trevoa - Trymalium - Ventilago |